# Melomys rubicola
Melomys rubicola је изумрла врста глодара из породице мишева (лат. Muridae). 

## Распрострањење
Аустралијско острво Брамб`л Кеј је било једино познато природно станиште врсте.

## Станиште
Врста Melomys rubicola има станиште на копну.

## Угроженост
Ова врста је 2016. прогашена изумрлом.

## Спољашња веза
- Медији везани за чланак Melomys rubicola на Викимедијиној остави